# Man with the Screaming Brain
Pour plus de détails, voir Fiche technique et Distribution.
Man with the Screaming Brain est un film fantastique américain produit, dirigé et joué par Bruce Campbell, sorti en 2005. Il a ensuite été diffusé le 10 septembre 2005 sur Sci Fi Channel.

## Synopsis
William Cole (Bruce Campbell), un industriel américain débarque en Bulgarie avec sa femme (Antoinette Byron) pour financer la construction du métro. Leur chauffeur de taxi (Vladimir Kolev) leur fait traverser le quartier gitan et retrouve son ancienne fiancée (Tamara Gorski). Celle-ci finira par tuer Cole, sa femme et le chauffeur. Parallèlement un savant fou (Stacy Keach) et son assistant (Ted Raimi) ont besoin de deux corps fraîchement décédés afin de tenter une expérience de transplantation partielle de cerveau. Le corps de Cole se retrouve lâché dans la nature avec son propre cerveau "collé" à celui du chauffeur...

## Fiche technique
- Réalisation : Bruce Campbell
- Scénario : Bruce Campbell, d'après des histoires de Bruce Campbell, David M. Goodman et Sam Raimi
- Producteur : Bruce Campbell
- Musique : Joseph LoDuca
- Photographie : David Worth
- Distribution :
- Pays d’origine : États-Unis
- Langue : anglais
- Format : 35 mm
- Genre : fantastique
- Date de sortie : 2005
- Classification : -12 en France , 13+ au Quebec et R aux États-Unis.

## Distribution
- Bruce Campbell (VF : Antoine Tomé) : William Cole
- Antoinette Byron : Jackie Cole
- Vladimir Kolev : Yegor, le chauffeur de taxi
- Tamara Gorski : Tatoya, la belle gitane
- Stacy Keach : Pr. Ivan Ivanovich Ivanov
- Ted Raimi : Pavel, l'assistant du professeur Ivanov

## Autour du film
- Pour des raisons budgétaires, le film a été tourné en Bulgarie avec du personnel local.
- L'hôtel d'où l'on voit William et Jackye Cole sortir est l'Hôtel Hilton de Sofia.
- La ville de Bravoda, où est censée se dérouler l'histoire, n'existe pas dans la réalité.
- En France, le film est sorti en DVD en 2007.
- Il s'agit du premier long métrage réalisé par l'acteur Bruce Campbell.

## Distinctions
Nominations
- Chainsaw Award 2006 pour Ted Raimi : Meilleur acteur